# SARAL
SARAL（サラル）はフランス国立宇宙研究センター(CNES)とインド宇宙研究機関(ISRO)が共同で開発し2013年に打ち上げた海洋観測衛星。電波高度計AltiKaを用いて海洋面や氷雪面の計測を行うとともに、Argos-3システムによって全地球的な環境モニタリング情報収集の一翼を担う。衛星の名称は搭載機器を示す「Satellite with ARgos and ALtiKa」の略であるとともに、「シンプル」を意味するヒンディー語の単語でもある。

## 概要
SARALの計画は2007年3月2日にCNESとISROの間で交わされた覚書によって公式に開始された。その任務の一つは2002年に打ち上げられ2012年まで10種類のセンサーで観測を行った大型の地球観測衛星Envisatと同じ軌道を周回し、その任務のうち高度計による海洋観測を引き継ぐことにある。衛星海面高度計として初めてKaバンドのレーダー波を使用し、得られたデータは海洋学および気象予報と長期的な気候変動の研究に供される。
SARALのもう一つの任務は、アルゴスシステムのためのデータ中継である。搭載したArgos-3によって、全世界の海洋に配置された3,000基以上のアルゴフロートをはじめ地上の観測ステーションや船舶、野生生物に取り付けられた発信タグなど、地球上から発信される各種モニタリング機器のデータ信号を衛星軌道上で収集し、ALGOSの地上局へ送信する。
衛星は直径1mの電波高度計用パラボラアンテナを乗せた直方体で、搭載機器をフランス側が供給し、衛星バスと打ち上げをインド側が担当した。衛星のプラットフォームとなったのはインドが新たに開発した400kg級衛星バスIMS-2で、バンガロールの衛星センターにおいて全体の組立とテストが行われた。
SARALはインド国産ロケットPSLVによってサティシュ・ダワン宇宙センターより2013年2月25日に打ち上げに成功。この際にサブペイロードとしてカナダの軍事衛星Sapphireや小惑星探索宇宙望遠鏡NEOSSatなどインド国外の小型衛星6基も同時に衛星軌道へ運ばれた。SARALは軌道調整の後、3月13日に最終的な観測軌道に入った。SARALが投入された軌道は地球の明暗境界線上を巡る太陽同期軌道で、1日に地球を14周する。

## 搭載機器
- Kaバンド電波高度計 AltiKa (Altimeter in Ka-band)

衛星の海面高度計として従来使われなかったKaバンド（周波数35.75GHz/帯域幅500MHz）の高周波を初めて用いる。Kaバンドは強雨のエリアではレーダー波の減衰が大きいため観測が欠けるが、従来のKuバンド電波高度計より分解能の高い観測が可能であり、沿岸部や内陸水など錯綜する水面について高品質の観測データが得ることが可能となる。対流圏の湿度による誤差を補正するための2周波放射計（23.8GHzおよび37GHz)を内蔵する。開発製造の主契約社はタレス・アレーニア・スペース。
- Argos-3

従来のArgos-2までは端末観測機器からの情報収集のみで通信速度も0.4kbpsであったが、Argos-3より端末に向けてコマンドを送る双方向通信が可能となり、通信速度も4.8kbpsへと向上した。製造はタレス・アレーニア・スペース。Argos-3を搭載した人工衛星はMetop-A・Metop-B(EUMETSAT)とNOAA-19(NOAA)が2006年から2012年にかけて打ち上げられており、SARALは4番目のArgos-3搭載衛星としてこの衛星コンステレーションに加わった。
- この他にDORISシステムとリトロリフレクター（レーザー反射器）を備え、衛星自身の精密な位置計測を行う。